# Шомонський трактат
Шомонський трактат, укладений у 1814 році, представляв собою низку окремих, але однаково сформульованих угод між Австрійською імперією, Королівством Пруссія, Російською імперією та Сполученим Королівством. Датовані 1 березня 1814 року, фактичні підписи відбулися 9 або 19 березня. Метою договору було залучити сили Шостої коаліції до тіснішого союзу у випадку, якщо Франція відхилить нещодавно запропоновані умови миру. Кожна з держав зобов'язалася вислати 150 000 солдатів для участі в бойових діях проти Франції та гарантувати європейський мир (якщо він буде досягнутий) протягом двадцяти років, ставлячи перешкоди перед французькою агресією.
Після обговорень наприкінці лютого 1814 року представники Австрії, Пруссії, Росії та Сполученого Королівства вирішили провести наступну зустріч у Шомоні, Верхня Марна, 1 березня 1814 року. Шомонський трактат був підписаний 9 або 19 березня 1814 року, хоча його датування виконав російський імператор Олександр I, імператор Священної Римської імперії Франциск II (з принцом Меттерніхом), король Пруссії Фрідріх Вільгельм III і британський міністр закордонних справ лорд Каслрі. Згідно з умовами договору, Наполеон повинен був відмовитися від усіх завоювань і таким чином повернутися до кордонів Франції до її дореволюційних держав. У відповідь союзники припинили б вогонь. Якщо Наполеон відхилив би договір, союзники обіцяли продовжувати війну. В разі згоди Наполеона йому дозволили б залишитися імператором Франції та зберегти династію. Наступного дня Наполеон відхилив договір, останній шанс на урегулювання конфлікту шляхом переговорів був втрачений.
Відбір рішень був повторно підтверджений та введений в життя Віденським конгресом у період 1814–1815 років. Умови головним чином були складені лордом Каслрі, який пропонував грошові субсидії для утримання інших армій в активних бойових діях проти Наполеона. Ключові положення включали утворення Німецького союзу, розділ Італії на самостійні держави, відновлення іспанських королів Бурбонів і розширення Нідерландів, яке призвело до створення Бельгії в 1830 році. Цей договір визначав стратегічні засади альянсу, який формував європейський баланс сил протягом наступних десятиліть.

## Дивись також
- Священний Союз
- Європейський концерт